# تاج‌آباد (بافت)
تاج‌آباد یک روستا در ایران است که در دهستان بزنجان شهرستان بافت واقع شده‌است. تاج‌آباد ۲۷۵ نفر جمعیت دارد.